# Ammoniumiodat
Ammoniumiodat ist das Ammoniumsalz der Iodsäure. Es ist ein weißes, in Wasser schwer lösliches Salz, das – wie alle Iodate – oxidierend wirkt.

## Herstellung
Ammoniumiodat kann durch die Neutralisation von Iodsäure mit Ammoniak hergestellt werden.
{\displaystyle \mathrm {NH_{3}+HIO_{3}\longrightarrow NH_{4}IO_{3}} }
Es kann auch mit einem Ammoniumsalz aus einer Iodatlösung ausgefällt werden.
{\displaystyle \mathrm {2\ KIO_{3}+(NH_{4})_{2}SO_{4}\longrightarrow 2\ NH_{4}IO_{3}+K_{2}SO_{4}} }

## Eigenschaften
Ammoniumiodat löst sich schlecht in kaltem, und mäßig in warmem Wasser. Es enthält ein oxidierendes Anion und ein reduzierendes Kation, daher zersetzt es sich schon bei 150 °C zu Stickstoff, Sauerstoff, Iod und Wasser.
{\displaystyle \mathrm {2\ NH_{4}IO_{3}\longrightarrow N_{2}+O_{2}+I_{2}+4\ H_{2}O} }
Ab 60 °C kann sich die Reaktion ohne äußere Hitzequelle aufrechterhalten. Mit 10 % Kaliumdichromat oder Kupfer(II)-chlorid als Katalysator kann Ammoniumiodat schon bei Raumtemperatur verbrennen, dabei kann man die Entwicklung von lilafarbenen Ioddampf beobachten.

## Sicherheitshinweise
Ammoniumiodat ist ein starkes Oxidationsmittel und kann mit brennbaren Stoffen heftig reagieren.